# Jon Heder
Jonathan Joseph "Jon" Heder (Fort Collins, 26 oktober 1977) is een Amerikaans acteur.

## Biografie
Heder werd geboren in een familie van zes kinderen. Hij heeft onder andere een tweelingbroer, Daniel. Heder speelde in 2004 de titelrol in de vervreemdende komedie Napoleon Dynamite. Heder verscheen vervolgens in onder meer Just Like Heaven (2005), School for Scoundrels (2006) en samen met Will Ferrell in de kunstschaats-komedie Blades of Glory (2007).

## Filmografie
- 2000: Funky Town
- 2004: Napoleon Dynamite
- 2005: Tankman Begins
- 2005: Just Like Heaven
- 2006: The Benchwarmers
- 2006: Monster House
- 2006: School for Scoundrels
- 2007: Moving McAllister
- 2007: Blades of Glory
- 2007: Surf's Up
- 2007: Mama's Boy
- 2010: When in Rome
- 2012: Epic Mickey 2: The Power of Two

- Bibsys: 5097451
- Biblioteca Nacional de España: XX4615945
- Bibliothèque nationale de France: cb15527950v (data)
- Gemeinsame Normdatei: 1011252570
- International Standard Name Identifier: 0000 0001 1874 5842
- Library of Congress Control Number: no2005011824
- MusicBrainz: 991052df-6d44-4f8a-9e6b-f0ef78597db5
- Nationale Bibliotheek van Tsjechië: xx0177659
- Nederlandse Thesaurus van Auteursnamen: 286829746
- Système universitaire de documentation: 172610893
- Virtual International Authority File: 305230792
- WorldCat: E39PBJmHFMGgCyhpJwGvdGjjYP